# Riceville (Iowa)
Riceville is een plaats (city) in de Amerikaanse staat Iowa, en valt bestuurlijk gezien onder Howard County en Mitchell County.

## Demografie
Bij de volkstelling in 2000 werd het aantal inwoners vastgesteld op 840. In 2006 is het aantal inwoners door het United States Census Bureau geschat op 828, een daling van 12 (-1,4%).

## Geografie
Volgens het United States Census Bureau beslaat de plaats een oppervlakte van 2,8 km², geheel bestaande uit land. Riceville ligt op ongeveer 369 m boven zeeniveau.

## Plaatsen in de nabije omgeving
De onderstaande figuur toont nabijgelegen plaatsen in een straal van 24 km rond Riceville.